# Episodi di Law & Order - Unità vittime speciali (terza stagione)

Il cast principale durante la terza stagione:
Ice-T (Det. Odafin Tutuola), Richard Belzer (Det. John Munch), Mariska Hargitay (Det. Olivia Benson), Dann Florek (Cap. Donald Cragen), Christopher Meloni (Det. Elliot Stabler) e Stephanie March (Alexandra Cabot).

La terza stagione della serie televisiva Law & Order - Unità vittime speciali, composta da 23 episodi, è stata trasmessa in prima visione assoluta negli Stati Uniti d'America da NBC dal 28 settembre 2001 al 17 maggio 2002.
In Italia, la stagione è stata trasmessa in prima visione a pagamento da TELE+ Bianco dal 9 gennaio 2003 e successivamente in chiaro da Rete 4.
| nº | Titolo originale | Titolo italiano        | Prima TV USA      | Prima TV Italia |
| -- | ---------------- | ---------------------- | ----------------- | --------------- |
| 1  | Repression       | Repressione            | 28 settembre 2001 | 9 gennaio 2003  |
| 2  | Wrath            | Ira                    | 5 ottobre 2001    |                 |
| 3  | Stolen           | Il mercante di bambini | 12 ottobre 2001   |                 |
| 4  | Rooftop          | Colpevole apparente    | 19 ottobre 2001   |                 |
| 5  | Tangled          | Una storia intricata   | 26 ottobre 2001   |                 |
| 6  | Redemption       | Redenzione             | 2 novembre 2001   |                 |
| 7  | Sacrifice        | Sacrificio             | 9 novembre 2001   |                 |
| 8  | Inheritance      | Il gene della violenza | 16 novembre 2001  |                 |
| 9  | Care             | Prendersi cura         | 23 novembre 2001  |                 |
| 10 | Ridicule         | Stuprato!              | 14 dicembre 2001  | 9 gennaio 2003  |
| 11 | Monogamy         | Infanticidio           | 4 gennaio 2002    |                 |
| 12 | Protection       | Protezione             | 11 gennaio 2002   |                 |
| 13 | Prodigy          | Ragazzo prodigioso     | 18 gennaio 2002   |                 |
| 14 | Counterfeit      | Divisa blu             | 25 gennaio 2002   |                 |
| 15 | Execution        | Esecuzione             | 1º febbraio 2002  |                 |
| 16 | Popular          | Feste di adolescenti   | 1º marzo 2002     |                 |
| 17 | Surveillance     | Telecamere nascoste    | 8 marzo 2002      |                 |
| 18 | Guilt            | Senso di colpa         | 29 marzo 2002     |                 |
| 19 | Justice          | Giustizia              | 5 aprile 2002     |                 |
| 20 | Greed            | Avidità                | 26 aprile 2002    |                 |
| 21 | Denial           | Madre e figlia         | 3 maggio 2002     |                 |
| 22 | Competence       | Diritto di vivere      | 10 maggio 2002    |                 |
| 23 | Silence          | La confessione         | 17 maggio 2002    |                 |

## Repressione
- Titolo originale: Repression
- Diretto da: Henry J. Bronchtein
- Scritto da: Marilyn Osborn

### Trama
Quando una terapista aiuta la diciottenne Megan Ramsey a ricordare gli abusi subiti durante l'infanzia da parte del padre, la ragazza denuncia i fatti ai detective Benson e Stabler sperando di risparmiare la stessa sorte alle due sorelle più piccole. Inizialmente la madre non le crede, ma alla fine tutta la famiglia si schiera contro il padre, ignorando le sue dichiarazioni d'innocenza nonostante la presenza di alcune prove contaminate. In seguito però, tutti i membri della famiglia diventano dei sospettati dell'omicidio dell'uomo. Solo più tardi viene dimostrato come Megan sia ancora vergine e lo stupro fosse un falso ricordo instillatole dalla sua terapista, tramite l'utilizzo di pratiche ormai ampiamente superate in campo medico. È comunque la sorella di Megan a confessare di aver ucciso il padre per un tragico incidente; la polizia infine arresta la terapista accusandola di condotta negligente.
- Guest star: Shirley Knight (dottoressa Wharton), Kelly Hutchinson (Megan Ramsey), Amy Irving (Rebecca Ramsey), Brian Kerwin (Evan Ramsey - non accreditato), Sarah Hyland (Lily Ramsey), Blythe Auffarth (Jodie Ramsey).

## Ira
- Titolo originale: Wrath
- Diretto da: Jean de Segonzac
- Scritto da: Judith McCreary

### Trama
Tre persone non legate tra loro, ma connesse ai casi passati del detective Benson, vengono rinvenute uccise in modo rituale. Si scopre che l'assassino è accecato dalla vendetta per essere stato precedentemente arrestato da Benson e aver trascorso perciò molti anni in prigione per un crimine che non aveva commesso. Quando tutto questo viene alla luce, Benson è sconvolta dai sensi di colpa come se avesse fallito nella parte più importante del suo lavoro. Nonostante la costante minaccia verso la sua vita, Olivia è ossessionata dal caso e pur di venirne a capo non segue le regole alla lettera.
- Guest star: Ben Gazzara (viceprocuratore distrettuale esecutivo), Justin Kirk (Eric Plummer)

## Il mercante di bambini
- Titolo originale: Stolen
- Diretto da: James Quinn
- Scritto da: Jonathan Greene e Robert F. Campbell

### Trama
Quando una neonata viene rapita mentre è con la madre in un supermercato, i detective Benson e Stabler rintracciano la colpevole materiale che però li conduce a Mark Sanford, un avvocato specializzato in adozioni private con un giro di affari sospetto. L'indagine sul servizio di adozioni riapre un caso di dodici anni prima che fu seguito dal sergente Max Greevey, ex collega del Capitano Cragen, e che coinvolge un ragazzino di dodici anni, sparito da quando era un neonato dopo che sua madre venne uccisa. Il Capitano Cragen si fa aiutare da Munch per risolvere il caso, che finisce in tribunale e mostra dei risvolti alquanto complicati.
- Guest star: Kerri Green (Michele Daricek), Bruce Altman (Mark Sanford), Ian Cronin (Tyler Blake).

## Colpevole apparente
- Titolo originale: Guilty Apparent
- Diretto da: Steve Shill
- Scritto da: Neal Baer, Robert F. Campbell e Jonathan Greene

### Trama
Una serie di stupri, uno più violento dell'altro, ha luogo in una comunità di afroamericani. I detective Benson e Stabler sospettano immediatamente di un ben noto predatore sessuale sieropositivo che è uscito di recente di galera, tuttavia questi muore di overdose e viene ritrovato su un tetto. Dal momento che gli attacchi continuano la squadra capisce di aver perso tempo dietro l'uomo sbagliato; intanto la sorella di un amico d'infanzia del detective Tutuola viene uccisa dopo l'ennesima aggressione. Le indagini sembrano arenarsi e per questo il fratello della vittima, Rodney Thompson, accusa la polizia di non investire abbastanza fondi e risorse nel caso in questione visto il target delle vittime: ragazze non bianche; a questo proposito Fin ha una discussione con il Capitano. Soltanto dopo l'omicidio di una quinta vittima, ricostruendo i suoi ultimi movimenti, i detective riescono a trovare il colpevole.
- Guest star: Dorian Missick (Leon Tate), Todd Williams (Rodney Thompson).
- L'assassino dell'episodio è parzialmente ispirato a Nushawn Williams, un reale colpevole di reati sessuali

## Una storia intricata
- Titolo originale: Tangled
- Diretto da: Jean de Segonzac
- Scritto da: Lisa Marie Petersen e Dawn DeNoon

### Trama
Durante quella che sembra una rapina in casa loro, un noto dottore viene ucciso e sua moglie viene violentata. I detective Benson e Stabler interrogano il figlio che il dottore aveva avuto dal precedente matrimonio, un ragazzo turbolento che si era allontanato dal padre. Inoltre la squadra rintraccia un ex paziente della vittima, che provava del rancore nei confronti del dottore. Quando lo stupratore però attacca anche l'ex amante del dottore, i detective capiscono che sia la moglie che l'amante sanno più di quanto dicono.
- Guest star: Lisa Eichhorn (Peyton Kleberg), Geoffrey Wigdor (Jesse Kleberg), John-Luke Montias (Martin Wexler), Liza Weil (Lara Todd).

## Redenzione
- Titolo originale: Redemption
- Diretto da: Ted Kotcheff
- Scritto da: Jeff Eckerle

### Trama
Con il disappunto di Olivia, il detective Stabler si ritrova in coppia con una sua vecchia conoscenza: John Hawkins, un poliziotto instabile e senza scrupoli. Insieme cercano di catturare uno stupratore e assassino seriale e il loro principale sospettato è un pregiudicato recentemente uscito di prigione, dove era stato messo da Hawkins anni prima. Purtroppo però, ben presto i detective deducono non solo che il predatore che stanno cercando è qualcun altro, ma che inoltre l'ex condannato era già innocente all'epoca dei precedenti omicidi; tutto questo porta gravi sensi di colpa a Hawk per aver messo un uomo innocente dietro alle sbarre e soltanto Elliot lo riesce a far ragionare durante l'arresto del vero colpevole, evitando che il collega commetta qualcosa di cui pentirsi.
- Guest star: David Keith (John Hawkins), Kevin Chamberlin (Roger Berry).

## Sacrificio
- Titolo originale: Sacrifice
- Diretto da: Lesli Linka Glatter
- Scritto da: Javier Grillo-Marxuach e Samantha Howard Corbin

### Trama
Un uomo non identificato viene ritrovato ferito da un colpo d'arma da fuoco e aggredito sessualmente in un vicolo all'esterno di un bar per gay. I detective Benson e Stabler vengono a sapere che la vittima e sua moglie hanno una bambina piccola affetta da fibrosi cistica e perciò lavorano entrambi nell'industria del porno per potersi permettere le spese mediche. La ricaduta del testimone chiave, che è un drogato in via di recupero, fa adirare Fin, il quale ripensa al suo precedente ruolo nella narcotici.
- Guest star: Mark-Paul Gosselaar (Wesley Jansen), Elizabeth Banks (Jaina Jansen), Audrey Twitchell (Mara Jansen), Kevin Geer (Phil Kastner).

## Il gene della violenza
- Titolo originale: Inheritance
- Diretto da: Juan J. Campanella
- Scritto da: Kathy Ebel, Michele Fazekas e Tara Butters

### Trama
Una ragazza asiatica viene pesantemente picchiata e stuprata nello stesso luogo di un furto con scasso. Benson e Stabler sospettano dapprima dei membri di una banda asiatica rivale, che si contendono la lealtà della vittima; ma in seguito questa teoria viene smontata quando trovano un'altra vittima asiatica. Dopo una lunga indagine, la squadra rintraccia lo stupratore seriale, Darrell Guan. Guan fu ostracizzato per tutta la propria infanzia e si era reso conto di come nemmeno sua madre lo amasse. Il caso colpisce molto da vicino Benson, perché anche Guan è il frutto di uno stupro. L'intero processo infatti si focalizza sull'impatto che la predisposizione genetica piuttosto che l'ambiente circostante, possano avere sulla natura della violenza.
- Guest star: Lynn Chen (Helen Chen), Marcus Chong (Darrell Guan), Wai Ching Ho (Susan Guan).

## Prendersi cura
- Titolo originale: Care
- Diretto da: Gloria Muzio
- Scritto da: Dawn DeNoon e Lisa Marie Petersen

### Trama
Una bambina di cinque anni viene ritrovata picchiata a morte con ferocia. I detective Benson e Stabler indagano sui suoi complicati legami familiari: scoprono così che la madre biologica della bambina aveva più volte provato a riprendere con sé le tre figlie per levarle alla madre e nonna affidatarie. Successivamente la squadra indaga sul fratello adottivo della vittima, un ragazzo dal carattere molto introverso e forse più lento degli altri sotto certi aspetti. Il ragazzo ha inoltre subito vari abusi in passato, ad ogni modo il Capitano Cragen riesce a stabilire un punto di contatto con lui, grazie all'aiuto di un videogioco e a scoprire così i segreti che si celano dietro all'apparenza perfetta di quella famiglia affidataria.
- Guest star: Erika LaVonn (Tashandra Adams), Kathleen Wilhoite (Jane Rudd), Piper Laurie (Dorothy Rudd), Colin Fickes (Glenn Rudd).

## Stuprato!
- Titolo originale: Ridicule
- Diretto da: Constantine Makris
- Scritto da: Judith McCreary

### Trama
Quando una giovane moglie viene trovata morta dopo quello che sembra essere stato un incontro autoerotico, i detective Benson e Stabler scoprono che la defunta e un gruppo di sue amiche erano state recentemente accusate di aver violentato uno spogliarellista maschio. La viceprocuratrice distrettuale Cabot persegue l'aggressione sessuale. Lo stupro porta i detective a credere che la morte della donna possa essere stata un omicidio.
- Guest star: Pete Starrett (Peter Smith).

## Infanticidio
- Titolo originale: Monogamy
- Diretto da: Constantine Makris
- Scritto da: Tara Butters e Michele Fazekas

### Trama
Il caso riguarda il pestaggio di una donna incinta di sette mesi, il cui bambino non ancora nato è stato strappato dal suo corpo attraverso un taglio cesareo primitivo. Tra i tanti testimoni interrogati c'è il marito della donna, il Dottor Richard Manning, uno psichiatra con diversi segreti devastanti che sa più di quanto sia disposto ad ammettere sul pestaggio della moglie.
- Guest star: John Ritter (Dr. Richard Manning)

## Protezione
- Titolo originale: Protection
- Diretto da: Alex Zakrzewski
- Scritto da: Robert F. Campbell e Jonathan Greene

### Trama
Una donna latina porta il figlio di cinque anni in ospedale con una ferita da arma da fuoco. La menzione della polizia la spaventa così tanto che se ne va con l'altro figlio. Il nome che ha dato era falso. L'Unità vittime speciali deve cercare di rintracciare la donna, quando la vita di lei e dei suoi figli è in pericolo.
- Guest star: Elpidia Carrillo (Maria Ramos), Jean-Luke Figueroa (Luis Ramos), David Zayas (detective Milton).

## Ragazzo prodigioso
- Titolo originale: Prodigy
- Diretto da: Steve Shill
- Scritto da: Lisa Marie Petersen e Dawn DeNoon

### Trama
Benson e Stabler hanno il raccapricciante compito di identificare i resti di un uomo e di una donna che sono stati accoltellati in un parco. Le indagini fanno scoprire che i due si occupavano di diritti degli animali ed esce fuori il nome di Harry, un ragazzo prodigio che, oltre ad avere una dotazione fuori dall'ordinario che lo porta a primeggiare a scuola, soffre anche di un disturbo della personalità e che colleziona libri sulla storia dei serial killer. 
- Guest star: Michael Pitt (Harry Baker).

## Divisa blu
- Titolo originale: Counterfeit
- Diretto da: Arthur W. Forney
- Scritto da: Amanda Green

### Trama
Una donna viene trovata violentata e uccisa nella sua auto. Benson e Tutuola cercano di capire perché c'era della droga nel bagagliaio della vittima, ma poi scoprono che è stato commesso uno stupro simile. Questa vittima dice che un agente di polizia l'ha violentata dopo averla fermata per una presunta violazione del codice della strada. Il procuratore distrettuale Alexandra Cabot ora deve scoprire chi è il poliziotto corrotto.

## Esecuzione
- Titolo originale: Execution
- Diretto da: Alex Zakrzewski
- Scritto da: Judith McCreary

### Trama
Quando i genitori di una vittima adolescente di un omicidio si avvicinano a Stabler, lui va con il dottor Huang per interrogare il loro principale sospettato, Matthew Linwood Brodus, un serial killer che verrà presto giustiziato in una prigione del New Jersey. 
- Guest star: Nick Chinlund (Matthew Linwood Brodus), Ty Burrell (Alan Messinger).
- Curiosità: l'attore Nick Chinlund ha partecipato ai provini iniziali per il ruolo di Stabler nella serie.

## Feste di adolescenti
- Titolo originale: Popular
- Diretto da: Jean de Segonzac
- Scritto da: Stephen Belber e Kathy Ebel

### Trama
Quando Stabler viene a sapere da un amico di famiglia di un'adolescente che è stata violentata, ma si rifiuta di denunciare alla polizia, inizia un'indagine segreta e il caso procede, scoprendo una rete di attività sessuale tra adolescenti.
- Brittany Slattery (Cynthia Wilmont).

## Telecamere nascoste
- Titolo originale: Suirvellance
- Diretto da: Steve Shill
- Scritto da: Jeff Eckerle

### Trama
La violoncellista Cassie Germaine viene sessualmente aggredita nel suo appartamento. L'indagine di Benson e Stabler porta alla scoperta di telecamere nascoste che trasmettono le attività domestiche di Cassie a un sito Web, con un solo visitatore scoperto e un santuario.
- Guest star: Emily Deschanel (Cassie Germaine).

## Senso di colpa
- Titolo originale: Guilt
- Diretto da: David Platt
- Scritto da: Michele Fazekas

### Trama
Quando una difficoltà dopo l'altra ostacola il perseguimento del pedofilo seriale Roy Barnett, l'assistente di procuratore Alexandra Cabot, disperata per la situazione, oltrepassa i limiti della legge, rischiando sia il suo lavoro, sia quello di Benson e Stabler, pur di mettere quest'uomo pericoloso dietro le sbarre.
- Guest star: Beau Gravitte (Roy Barnett), Bret Harrison (Sam Cavanaugh).

## Giustizia
- Titolo originale: Justice
- Diretto da: Juan José Campanella
- Scritto da: Lisa Marie Petersen e Dawn DeNoon

### Trama
Un'adolescente senza documenti, trovata picchiata e apparentemente violentata, muore in pronto soccorso. Benson e Stabler passano tutto il giorno a cercare di identificare la vittima, che si scopre essere la figliastra di un giudice locale. Ulteriori indagini rivelano che la vittima era diventata madre quattro anni fa ed era un'amica di penna dei detenuti mandati in prigione dal suo patrigno.
- Guest star: Keir Dullea (Giudice Walter Thornburg).

## Avidità
- Titolo originale: Greed
- Diretto da: Constantine Makris
- Scritto da: Robert F. Campbell e Jonathan Greene

### Trama
Un uomo torna a casa e trova il sistema di allarme appena installato spento, in quello che sembra un furto senza un'irruzione, e la sua ricca moglie insanguinata sul pavimento della cucina. La cameriera della coppia è stata chiusa fuori dal suo appartamento dopo il lavoro fino a quando il suo fidanzato convivente, autista di limousine, è tornato a casa alle 4 del mattino perché aveva preso le sue chiavi invece delle sue "per errore". In base alle indagini, viene trovato altrove uno stupro/furto con scasso di due settimane prima, anche con un nuovo sistema di allarme e nessuna prova di effrazione.
- Guest star: Henry Winkler (Edwin Todd).

## Madre e figlia
- Titolo originale: Denial
- Diretto da: Steve Shill
- Scritto da: Judith McCreary

### Trama
Una donna viene violentata a una festa e l'aggressore viene rapidamente catturato, ma gli investigatori devono ancora determinare perché la vittima stava portando un dito di un bambino morto da tempo.

## Diritto di vivere
- Titolo originale: Competence
- Diretto da: Jud Taylor
- Scritto da: Robert F. Campbell e Jonathan Greene

### Trama
L'Unità vittime speciali riceve una denuncia da Rebecca Tolliver, una donna anziana secondo cui sua figlia Katie, che ha la sindrome di Down, è stata violentata ed è incinta. È riluttante a fornire l'identità del padre ed è apparentemente discutibile se sapesse o meno cosa stesse facendo. Questo solleva ogni sorta di domande sulla competenza, su chi potrebbe essere il padre e se il rapporto è stato consensuale o meno.
- Guest star: Lois Smith (Rebecca Tolliver), Andrea Fay Friedman (Katie Tolliver).

## La confessione
- Titolo originale: Silence
- Diretto da: Steve Shill
- Scritto da: Patrick Harbinson

### Trama
Un bizzarro omicidio di un travestito in una chiesa porta Benson e Stabler ad un presunto insabbiamento, che coinvolge abusi sessuali da parte del parroco, padre Michael Sweeney. In molti tra gli ex membri di una scuola cattolica a lui collegata sembrano conoscere la verità, e forse il reale colpevole è un altro, che il prete sta coprendo col suo silenzio.
- Guest star: Eric Stoltz (padre Michael Sweeney), Patrick Collins (vescovo Mallinson), Charlayne Woodard (Sorella Peg)